# Поїзд Троцького
Під час громадянської війни в Росії 1917–1923 років, Лев Троцький, радянський нарком з оборони, використовував особистий бронепоїзд для пересування між фронтами Червоної армії. Бронепоїзд був сформований наказом Троцького у 1918 році та містив телеграфну станцію, бібліотеку, друкарню, радіовузол, автомобільний гараж і невеликий авіазагін. У штат співробітників поїзда входило безліч військових та цивільних спеціалістів-постачальників. У поїзді видавалася власна газета «В путі» (рос. В пути), яка служила для агітації серед червоноармійців: у її матеріалах висвітлювалися як внутрішньоросійські, так і світові події. Бронепоїзд та його екіпаж неодноразово зазнавали авіаційних та артилерійських нальотів противника, а іноді були змушені брати і безпосередню участь у бойових діях.
За час Громадянської війни склад відвідали багато відомих більшовицьких діячів, включаючи Йосипа Сталіна (у майбутньому ― головного політичного опонента Троцького), а також журналісти та письменники. «Поїзд перемоги», нагороджений у 1919 році орденом Червоного Прапора, сприяв формуванню Червоної армії та подальшому закріпленню влади більшовиків у Радянській Росії. У 1922 році передбачалося влаштувати показ знаменитого поїзда на виставці, а також провести Тиждень історії поїзда; надалі, у зв'язку з опалою Троцького, історія поїзда замовчувалася в СРСР.